# Babe (Styx-Lied)
Babe ist ein Lied von Styx aus dem Jahr 1979, das von Dennis DeYoung geschrieben wurde und auf dem Album Cornerstone erschien. Für die Produktion waren Dennis DeYoung, Chuck und John Panozzo verantwortlich.

## Geschichte
Dennis DeYoung schrieb das Lied als Geburtstagsgeschenk für seine Frau Suzanne und nahm dazu auch ein Demo auf. Chuck und John Panozzo spielten darauf alle Instrumente und DeYoung sang das Lied, wie auch in der vollendeten Version.
Ursprünglich war Babe nicht für die Band gedacht, aber die Mitglieder James Young und Tommy Shaw fanden den Song so gut, dass er auf das Album musste, und behielten mit dem Glauben an Erfolg recht. 
Die Veröffentlichung war am 30. September 1979, in den Vereinigten Staaten, Kanada und Südafrika wurde die Softrock-Nummer ein Nummer-eins-Hit. Seit den 1980ern ist der Song auf den Philippinen sehr beliebt und auch heutzutage hält die Beliebtheit an. Im Film Big Daddy fand das Lied auch seine Verwendung.

## Coverversionen
- 1997: Caught in the Act
- 2008: Alexander O’Neal